# Октябрське (Грозненський район)
Октябрське (рос. Октябрьское) — село у Грозненському районі Чечні Російської Федерації.
Населення становить 2971 особу. Входить до складу муніципального утворення Октябрське сільське поселення.

## Історія
Згідно із законом від 20 лютого 2009 року органом місцевого самоврядування є Октябрське сільське поселення.

## Населення
| 1990 | 2002  | 2010  |
| ---- | ----- | ----- |
| 2968 | ↘2576 | ↗2971 |